# Mastacembelus mastacembelus
Mastacembelus mastacembelus és una espècie de peix pertanyent a la família dels mastacembèlids.

## Hàbitat
És un peix d'aigua dolça, demersal i de clima subtropical.

## Distribució geogràfica
Es troba a Àsia: conques dels rius Tigris i Eufrates a l'Iran, Síria i Turquia.

## Observacions
És inofensiu per als humans.